# Nikolaus von Falkenhorst
Nikolaus von Falkenhorst (Breslau (ma Wrocław), 1885. január 17. – 1968. június 18.) német tábornok, a második világháború idején a Weserübung hadművelet tervének kidolgozója. Dánia és Norvégia lerohanása után a norvégiai német csapatok parancsnoka 1940-től 1944-ig. 
Von Falkenhorst Breslauban született, régi katonacsaládban. 1907-ben csatlakozott a hadsereghez és az I. világháború alatt számos ezredszintű és vezérkari kinevezést kapott. Mint a Freikorps volt tagját átvezényelték a Reichswehrbe, 1925-1927 között a hadügyminisztérium műveleti osztályán szolgált. 
1932. október 1-jén léptették elő ezredessé, majd Prágában, Belgrádban és Bukarestben látta el a katonai attasé feladatát 1933 és 1935 között. 1935. július 1-jén vezérőrnaggyá és a 3. hadsereg vezérkari főnökévé nevezték ki, az altábornagyi rangot 1937-ben nyerte el. 1939-ben a lengyelországi hadjárat idején ő vezette a XXI. hadtestet, majd a győzelem után gyalogsági tábornokká léptették elő. 
Von Falkenhorstot bízták meg a Weserübung hadművelet katonai terveinek kidolgozásával 1940-ben. Norvégia megszállásának terve olyannyira titkos volt, hogy Falkenhorst még a német katonai térképekhez sem kapott hozzáférést. Ehelyett egy hotelszobában dolgozott, berlini könyvesboltokból beszerzett útitérképek alapján. Ennek ellenére a hadművelet sikerrel zárult, bár komoly veszteségek – mint a Blücher nehézcirkáló elsüllyesztése az Oslofjordban – érték a támadókat. 
A Norvégia elleni invázió megtervezése és levezénylése, majd a brit erők északi irányú ellentámadásának semlegesítése után von Falkenhorst maradt a norvégiai megszálló csapatok parancsnoka. A polgári közigazgatástól eltérően a katonai erők a norvég néppel való megértésre törekedtek, maga von Falkenhorst pedig a polgári lakossággal való udvarias bánásmódot írta elő beosztottjainak. Egy mindkét oldalon elterjedt, bár meg nem erősített történet szerint amikor egy norvég nő panaszkodott von Falkenhorstnak, mert egy német katona ellopott tőle egy üveg lekvárt, a tábornok másnap reggelre meghívta az asszonyt a vétkes katona kivégzésére. 
Von Falkenhorstot 1944. december 18-án mentették fel megbízatása alól, mert ellenezte Josef Terboven norvégiai birodalmi kormányzó  (Reichskommissar) politikáját. A háború után közös brit–norvég katonai bíróság elé állították a háborús jog megsértése miatt. Mivel végrehajtotta a Führer hírhedt kommandóparancsát, amely az elfogott szabotőrök haladéktalan kivégzését írta elő, 1946-ban halálra ítélték. Az ítéletet később 20 évi börtönbüntetésre módosították. Megromlott egészségi állapota miatt 1953. július 23-án szabadon engedték.